# Odontomyia fasciata
Odontomyia fasciata är en tvåvingeart som beskrevs av Macquart 1834. Odontomyia fasciata ingår i släktet Odontomyia och familjen vapenflugor. Inga underarter finns listade i Catalogue of Life.